# نشان الکساندر نوسکی
نشان الکساندر نوسکی (به روسی: орден Александра Невского) یک نشان در روسیه که نام آن را به افتخار سنت الکساندر نوسکی به نام نشان الکساندر نوسکی گذاشته‌اند و به کارمندان دولتی داده می‌شود که بیست سال خدمات شایسته یا بیشتر داشته‌اند.

## نگارخانه

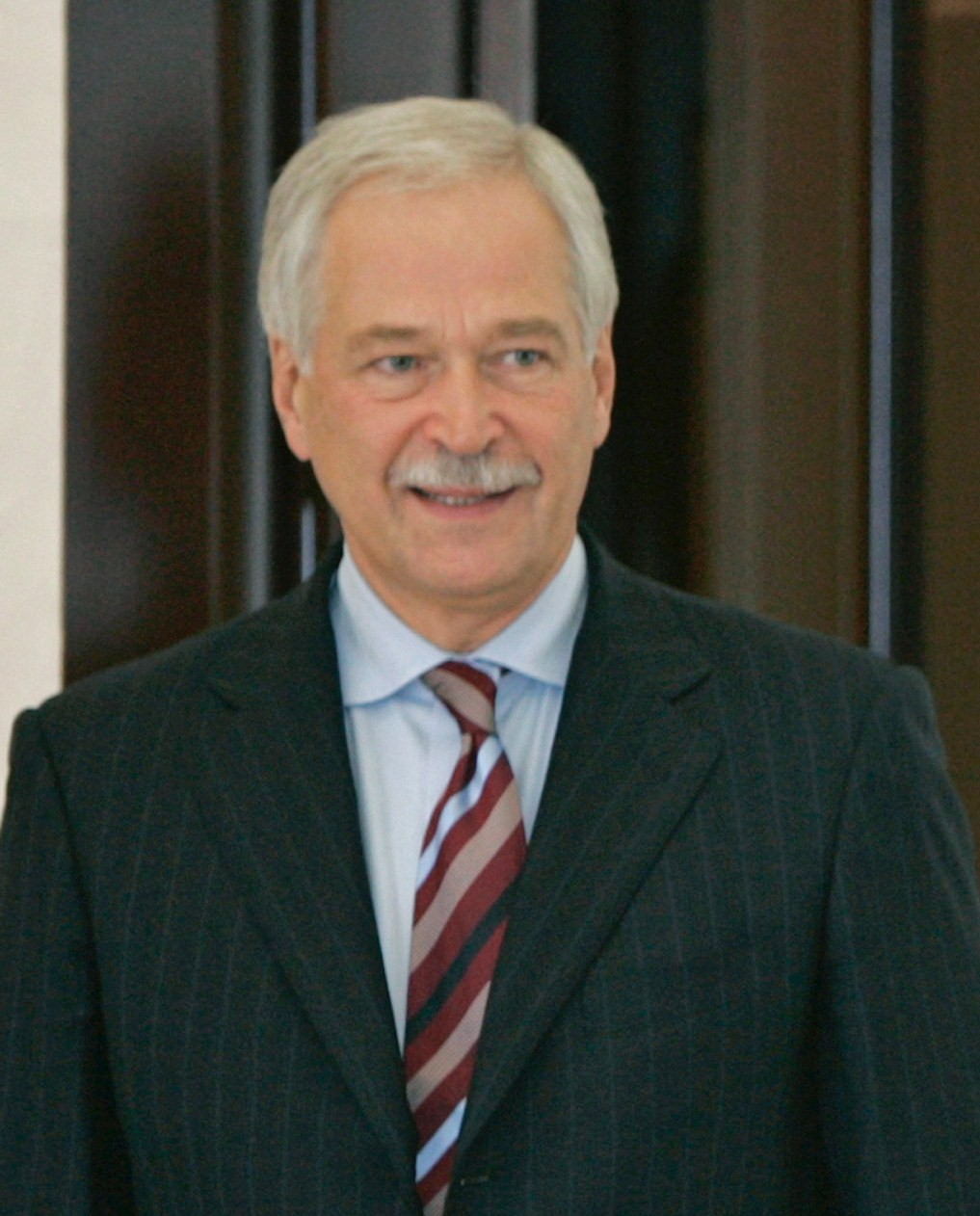
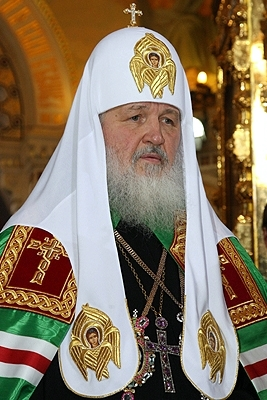
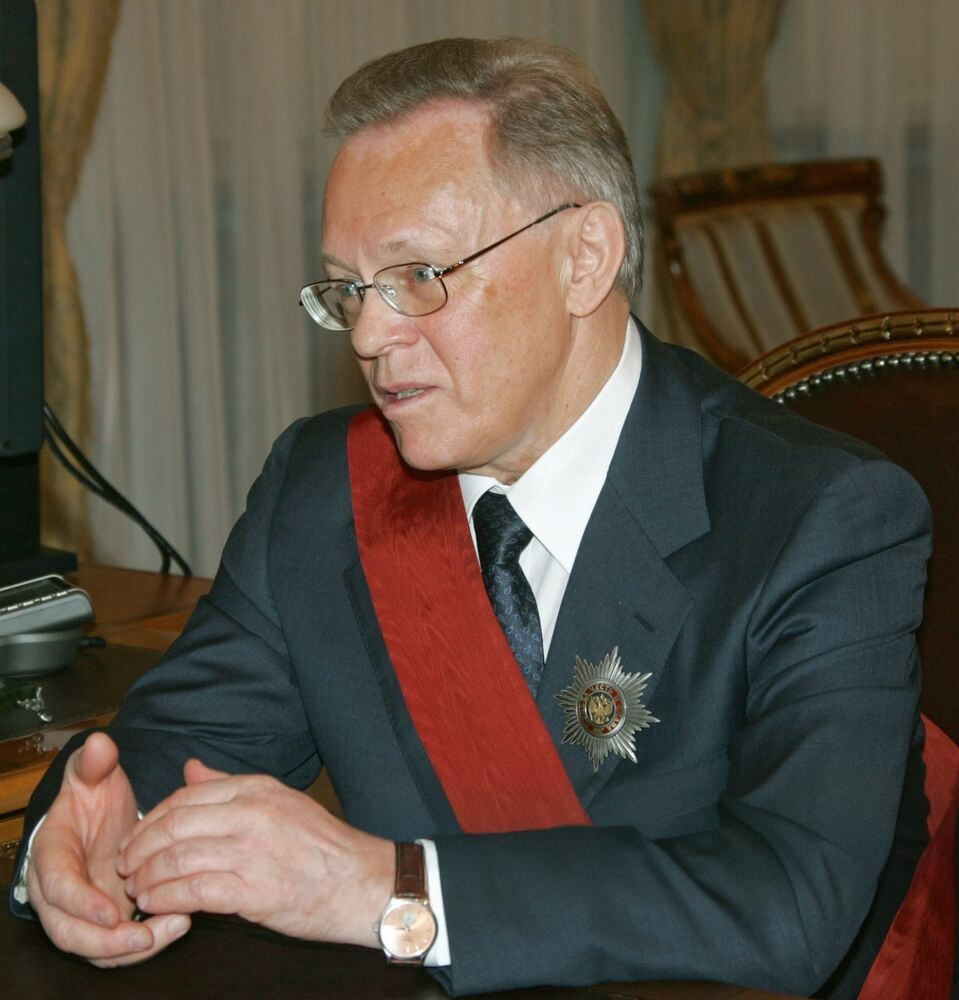
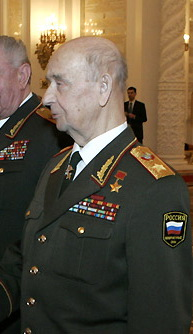
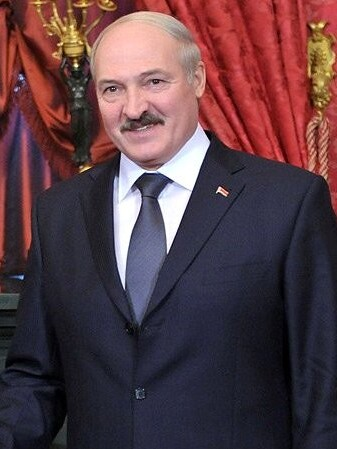
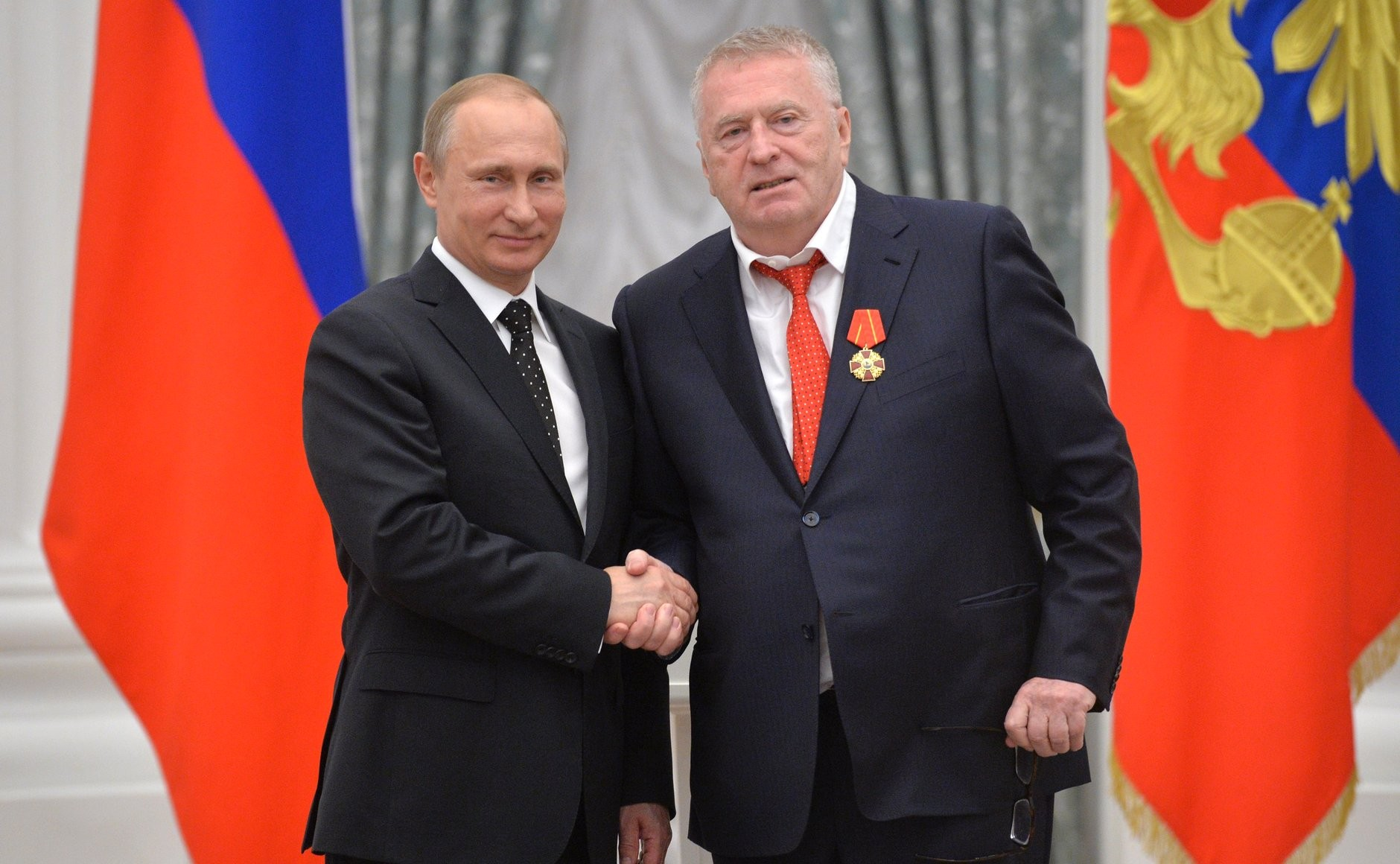
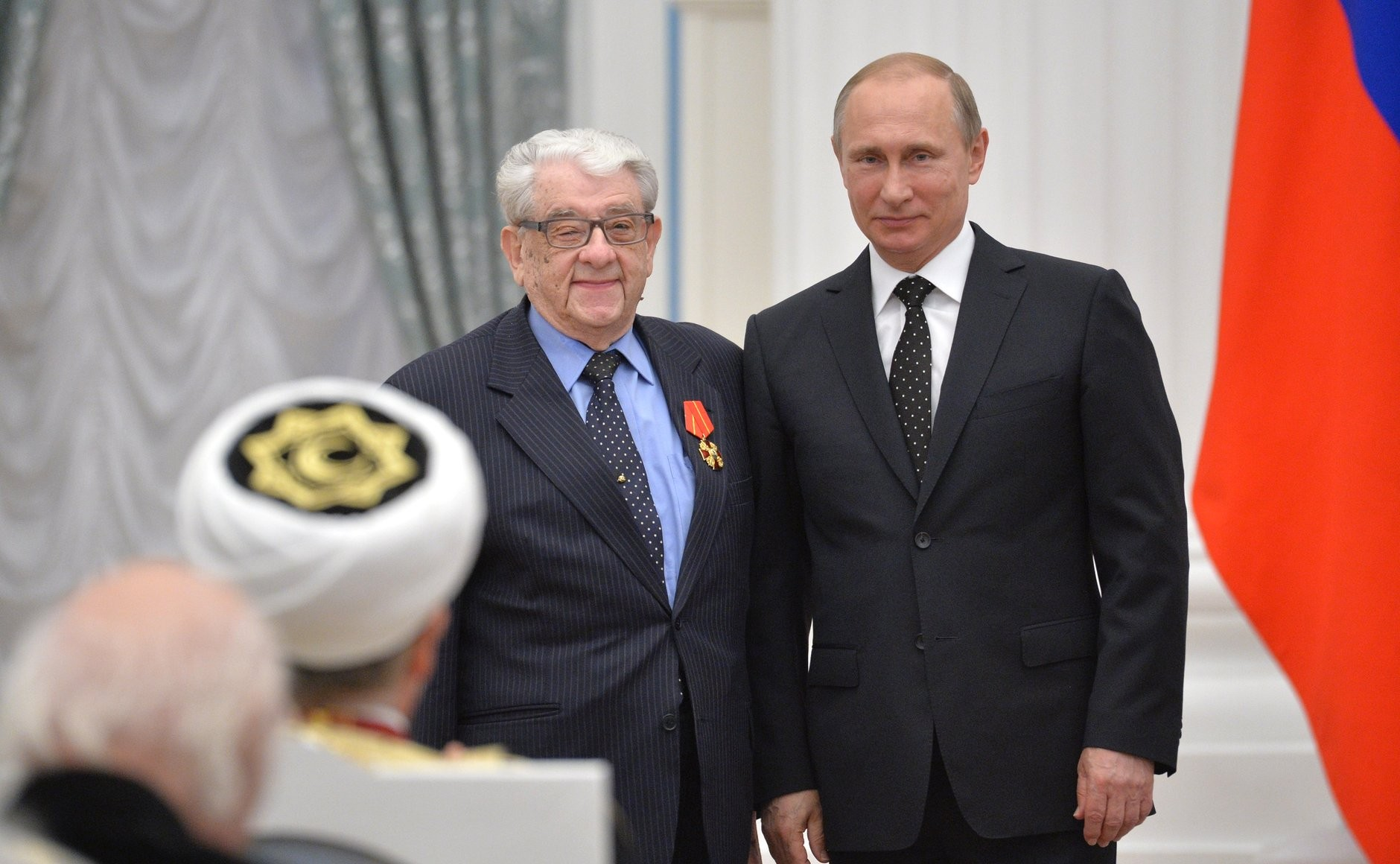